# Mike Modano
Michael Thomas „Mike“ Modano junior (* 7. června 1970, Detroit, Michigan, USA) je bývalý americký hokejový centr a bývalý kapitán klubu NHL Dallas Stars. Patří k nejlepším střelcům, kteří kdy v NHL nastoupili. U příležitosti 100. výročí NHL byl v lednu 2017 vybrán jako jeden ze sta nejlepších hráčů historie ligy.

## Hráčská kariéra
Modano byl v roce 1988 vybrán klubem Minnesota North Stars, jakožto celkově první hráč draftu. Stal se tak v historii pátým Američanem, kterému se to podařilo. Modano velkou většinu kariéry strávil v klubu Minnesota North Stars respektive v Dallas Stars, kam se klub v roce 1993 z Minnesoty přestěhoval. V Dallasu hrával do roku 2010, přičemž tam odehrál 18 sezón v řadě. Hned ve své první sezóně v NHL se mu velmi dařilo, v 80 zápasech dosáhl v kanadském bodování 75 bodů. Byl nominován na Calder Memorial Trophy pro nejlepšího nováčka NHL, která však byla udělena Sergeji Makarovovi, kterému však bylo již 31 let a předtím hrával v sovětské hokejové lize již 12 let. To vedlo k zavedení věkové hranice 26 let pro udělení Calderovy trofeje. V roce 1999 pomohl vybojovat Stanley Cup. Bodově výrazně nikdy nevyčníval, jeho nejlepším individuálním výsledkem bylo 93 bodů ve dvou po sobě jdoucích sezónách, ale stálou výkonností se dokázal prosadit na pozici nejproduktivnějšího Američana a nejlepšího amerického střelce historie. 21. září 2011 oznámil konec hráčské kariéry. Při slavnostním ceremoniálu, 8. března 2014 bylo jeho číslo 9 vyřazeno z nabídky čísel dresů.

## Úspěchy a ocenění
Týmové
- vítěz Světového poháru 1996 – s USA, semifinále SP 2004, finále Kanadského poháru 1991
- stříbrná olympijská medaile ze ZOH 2002 – s týmem USA
- Stanley Cup – 1999 – s Dallas Stars

Individuální
- člen druhého All-Star týmu NHL 2000
- účastník NHL All-Star Game v letech 1993, 1998, 1999, 2000, 2003 (jako kapitán týmu Západní konference), 2004, 2007, 2009

## Rekordy
Národní (údajně po skončené sezóně 2009/2010)
- nejvíce gólů vstřelených hráčem narozeným v USA – 557
- nejvíce bodů hráče narozeného v USA – 1359
- nejvíce bodů v play-off zaznamenaných americkým hráčem – 145

Klubové rekordy Minnesota North Stars/Dallas Stars
- nejvíce utkání v základní části i play-off (1459, 174)
- nejvíce gólů v základní části i play-off (557, 58)
- nejvíce asistencí v základní části i play-off (802, 87)
- nejvíce bodů v základní části i play-off (1359, 145)

## Prvenství
- Debut v NHL – 6. dubna 1989 (St. Louis Blues proti Minnesota North Stars)
- První gól v NHL – 5. října 1989 (Minnesota North Stars proti New York Islanders, kanadskému brankáři Glenn Healy)
- První asistence v NHL – 5. října 1989 (Minnesota North Stars proti New York Islanders)
- První hattrick v NHL – 17. března 1990 (Pittsburgh Penguins proti Minnesota North Stars)

## Klubová statistika
| Sezóna       | Klub                  | Soutěž       |      | Základní část | Základní část | Základní část | Základní část | Základní část |    | Play off | Play off | Play off | Play off | Play off |
| Sezóna       | Klub                  | Soutěž       | Z    | G             | A             | B             | TM            | Z             | G  | A        | B        | TM       |          |          |
| 1985/1986    | Detroit Compuware     | MNHL         | 69   | 66            | 65            | 131           | 32            | —             | —  | —        | —        | —        |          |          |
| 1986/1987    | Prince Albert Raiders | WHL          | 70   | 32            | 30            | 62            | 96            | 8             | 1  | 4        | 5        | 4        |          |          |
| 1987/1988    | Prince Albert Raiders | WHL          | 65   | 47            | 80            | 127           | 80            | 9             | 7  | 11       | 18       | 18       |          |          |
| 1988/1989    | Prince Albert Raiders | WHL          | 41   | 39            | 66            | 105           | 74            | —             | —  | —        | —        | —        |          |          |
| 1989/1990    | Minnesota North Stars | NHL          | 80   | 29            | 46            | 75            | 63            | 7             | 1  | 1        | 2        | 12       |          |          |
| 1990/1991    | Minnesota North Stars | NHL          | 79   | 28            | 36            | 64            | 65            | 23            | 8  | 12       | 20       | 6        |          |          |
| 1991/1992    | Minnesota North Stars | NHL          | 76   | 33            | 44            | 77            | 46            | 7             | 3  | 2        | 5        | 4        |          |          |
| 1992/1993    | Minnesota North Stars | NHL          | 82   | 33            | 60            | 93            | 83            | —             | —  | —        | —        | —        |          |          |
| 1993/1994    | Dallas Stars          | NHL          | 76   | 50            | 43            | 93            | 54            | 9             | 7  | 3        | 10       | 16       |          |          |
| 1994/1995    | Dallas Stars          | NHL          | 30   | 12            | 17            | 29            | 8             | —             | —  | —        | —        | —        |          |          |
| 1995/1996    | Dallas Stars          | NHL          | 78   | 36            | 45            | 81            | 63            | —             | —  | —        | —        | —        |          |          |
| 1996/1997    | Dallas Stars          | NHL          | 80   | 35            | 48            | 83            | 42            | 7             | 4  | 1        | 5        | 0        |          |          |
| 1997/1998    | Dallas Stars          | NHL          | 52   | 21            | 38            | 59            | 32            | 17            | 4  | 10       | 14       | 12       |          |          |
| 1998/1999    | Dallas Stars          | NHL          | 77   | 34            | 47            | 81            | 44            | 23            | 5  | 18       | 23       | 16       |          |          |
| 1999/2000    | Dallas Stars          | NHL          | 77   | 38            | 43            | 81            | 48            | 23            | 10 | 13       | 23       | 10       |          |          |
| 2000/2001    | Dallas Stars          | NHL          | 81   | 33            | 51            | 84            | 52            | 9             | 3  | 4        | 7        | 0        |          |          |
| 2001/2002    | Dallas Stars          | NHL          | 78   | 34            | 43            | 77            | 38            | —             | —  | —        | —        | —        |          |          |
| 2002/2003    | Dallas Stars          | NHL          | 79   | 28            | 57            | 85            | 30            | 12            | 5  | 10       | 15       | 4        |          |          |
| 2003/2004    | Dallas Stars          | NHL          | 76   | 14            | 30            | 44            | 46            | 5             | 1  | 2        | 3        | 8        |          |          |
| 2005/2006    | Dallas Stars          | NHL          | 78   | 27            | 50            | 77            | 58            | 5             | 1  | 3        | 4        | 4        |          |          |
| 2006/2007    | Dallas Stars          | NHL          | 59   | 22            | 21            | 43            | 34            | 7             | 1  | 1        | 2        | 4        |          |          |
| 2007/2008    | Dallas Stars          | NHL          | 82   | 21            | 36            | 57            | 48            | 18            | 5  | 7        | 12       | 22       |          |          |
| 2008/2009    | Dallas Stars          | NHL          | 80   | 15            | 31            | 46            | 46            | —             | —  | —        | —        | —        |          |          |
| 2009/2010    | Dallas Stars          | NHL          | 59   | 14            | 16            | 30            | 22            | —             | —  | —        | —        | —        |          |          |
| 2010/2011    | Detroit Red Wings     | NHL          | 40   | 4             | 11            | 15            | 8             | 2             | 0  | 1        | 1        | 0        |          |          |
| Celkem WHL   | Celkem WHL            | Celkem WHL   | 176  | 118           | 176           | 294           | 250           | 17            | 8  | 15       | 23       | 22       |          |          |
| Celkem v NHL | Celkem v NHL          | Celkem v NHL | 1499 | 561           | 813           | 1374          | 926           | 176           | 58 | 88       | 146      | 128      |          |          |

## Reprezentace
| Rok          | Tým          | Soutěž       | Z  | G  | A  | B  | TM |
| ------------ | ------------ | ------------ | -- | -- | -- | -- | -- |
| 1988         | USA 20       | MSJ          | 7  | 4  | 1  | 5  | 8  |
| 1989         | USA 20       | MSJ          | 7  | 6  | 9  | 15 | 12 |
| 1990         | USA          | MS           | 8  | 3  | 3  | 6  | 2  |
| 1991         | USA          | KP           | 8  | 2  | 7  | 9  | 2  |
| 1993         | USA          | MS           | 6  | 0  | 0  | 0  | 2  |
| 1996         | USA          | SP           | 7  | 2  | 4  | 6  | 4  |
| 1998         | USA          | OH           | 4  | 2  | 0  | 2  | 0  |
| 2002         | USA          | OH           | 6  | 0  | 6  | 6  | 4  |
| 2004         | USA          | SP           | 5  | 0  | 6  | 6  | 0  |
| 2005         | USA          | MS           | 7  | 3  | 1  | 4  | 4  |
| 2006         | USA          | OH           | 6  | 2  | 0  | 2  | 6  |
| Celkem v MSJ | Celkem v MSJ | Celkem v MSJ | 14 | 10 | 10 | 20 | 20 |
| Celkem v MS  | Celkem v MS  | Celkem v MS  | 21 | 6  | 4  | 10 | 8  |
| Celkem v OH  | Celkem v OH  | Celkem v OH  | 16 | 4  | 6  | 10 | 10 |